# المعهد القومي للأورام (مصر)

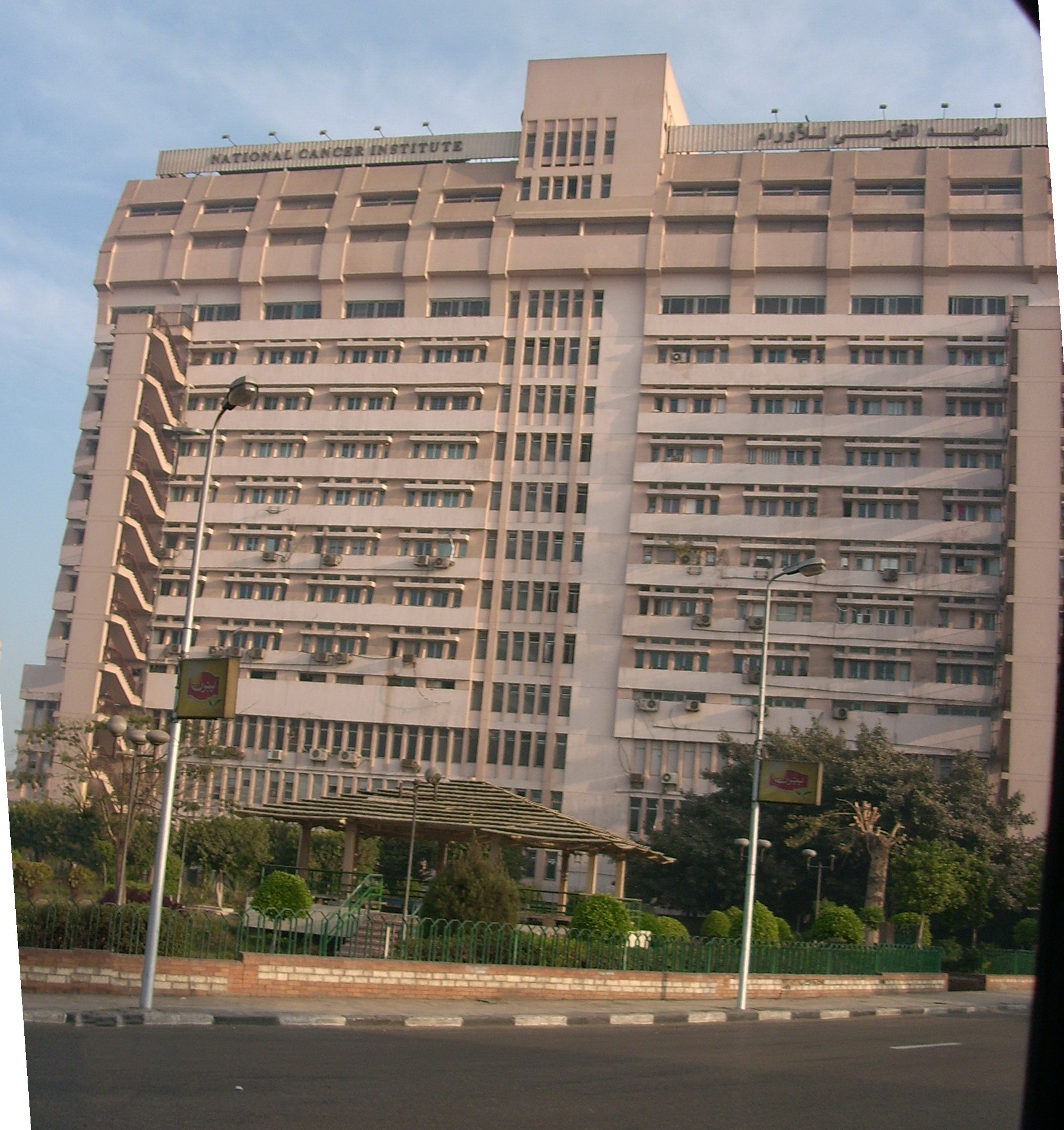
المعهد القومي للأورام.

المعهد القومي للأورام هو معهد تابع لجامعة القاهرة، يختص بعلاج وأبحاث السرطان.

## التاريخ
نشأت فكرة إنشاء المعهد القومي للأورام في الخمسينيات من القرن العشرين في عهد الرئيس جمال عبد الناصر وتحولت الفكرة إلى واقع على يد الدكتور لطفي أبو النصر، مؤسس المعهد وأول عميد له. وقد خلفه في عمادة المعهد الدكتور إسماعيل السباعي، الذي أدخل الجراحات الجذرية لعلاج الأورام السرطانية إلى المعهد، وقام بتدريب العديد من الجراحين المصريين على جراحات الأورام، وأثمرت جهوده عن اعتراف جامعة القاهرة بطب الأورام كتخصص مستقل.

### إحصائيات السنة الأولي من تشغيل المعهد (1969)
بني المعهد القومي للأورام في الستينيات في عهد جمال عبد الناصر وبدأ عمله سنة 1969 بسعة 270 سريراً، وقد تكلف بناؤه وتجهيزه آنذاك مليون جنيه مصري فقط، وكانت نفقات تشغيله في السنة التي افتتح فيها 83 ألف جنيه فقط. وكان يعمل به عند إنشائه 40 طبيباً و150 من التمريض والعاملين بالخدمات الطبية المعاونة، يعملون لخدمة 5700 مريض جديد، و8000 مريض متردد على العيادة الخارجية، حسب إحصائيات العام الأول بعد الافتتاح.

## وصلات خارجية
الموقع الرسمي للمعهد
أبحاث أساتذة المعهد المنشورة في الدوريات العالمية